# Brookridge (Flórida)
Brookridge é uma Região censo-designada localizada no estado americano de Flórida, no Condado de Hernando.

## Demografia
Segundo o censo americano de 2000, a sua população era de 3279 habitantes.

## Geografia
De acordo com o United States Census Bureau tem uma área de 
5,2 km², dos quais 5,2 km² cobertos por terra e 0,0 km² cobertos por água.

## Localidades na vizinhança
O diagrama seguinte representa as localidades num raio de 16 km ao redor de Brookridge. 